# Mika Waltari
Mika Toimi Waltari (Helsinki, 19 de septiembre de 1908-Helsinki, 26 de agosto de 1979) fue un escritor finlandés, uno de los autores de Finlandia más famosos internacionalmente, conocido de manera especial por sus novelas históricas.
Fue un autor muy prolífico. Escribió por lo menos veintinueve novelas, seis colecciones de poesía, veintiséis obras de teatro y, además, varios guiones para radio y cine, traducciones y cientos de reseñas y artículos. 
Su novela más famosa es Sinuhé, el egipcio (1945), que fue adaptada para el cine en 1954. Sus obras han sido traducidas a más de treinta idiomas.

## Biografía
Fue hijo de Toimi Armas Waltari, un profesor de secundaria, y Olga Maria Johansson. En 1931 se casó con Marjatta Luukkonen (1909-1978), con quien tuvo una hija, Satu (nacida en 1932). Su abuelo paterno, Gustaf Helenius, quien se trasladó a Helsinki como albañil, cambió su apellido a Waltari, el nombre de la granja de su familia.

## Algunas obras publicadas en español
- Sinuhé el egipcio. Refiere las aventuras de un médico egipcio por el mundo antiguo, entre babilonios e hititas, y después, sus peripecias durante el reinado de Amenhotep IV y su fracasada reforma religiosa. El título alude a la Historia de Sinuhé, un relato egipcio del siglo XIV a. C. (Papiros de Berlín 1499 y 3022), al que el protagonista se refiere en la novela.
- El etrusco —su título original es Turms kuolematon (Turmo el inmortal)—. Es la historia de un jonio huérfano que participa de la rebelión jonia y de la batalla de Lade. Huye a Sicilia, donde conoce a su esposa Arsínoe, y finalmente llega a Roma y al mundo etrusco, siempre en búsqueda de su verdadera identidad.
- Mikael Karvajalka (traducida al español con los títulos de El aventurero, El aventurero Mikael Karvajalka y Las aventuras de Michael Karvajalka). Refiere la historia de Mikael Karvajalka, un aventurero oriundo de Finlandia que en siglo XVI fue testigo de la vida universitaria, del baño de sangre de Estocolmo (1520), de la caza de brujas y del saqueo de Roma (1527).
- Mikael Hakim (traducida con los títulos de El vagabundo y Mikael el renegado). Es la segunda parte de Mikael Karvajalka; refiere como Mikael Karvajalka le vuelve la espalda a la cristiandad, abraza la fe musulmana, y vive una serie de aventuras en el Imperio otomano, que lo llevarán a Constantinopla, Viena y Túnez.
- Johannes Angelos (traducida en España con el título de El ángel sombrío, en alusión al ángel de la muerte). Es la historia de Juan Angelos, hombre cultivado y de gran sensibilidad que llega a Constantinopla para participar en su defensa contra los ejércitos del sultán otomano Mehmed II. Esta narración culmina con la toma de la ciudad, considerada el fin de la Edad Media (1453). Al reeditarse la novela e incluir pasajes que fueron censurados en la edición de 1975, el título de la obra en español se cambió a El sitio de Constantinopla: la caída del Imperio bizantino.
- Juan el Peregrino.Trata de las aventuras de Juan Angelos en su juventud, un estudiante de origen desconocido intrigado por la filosofía y teología, quien participa como testigo de los concilios de Basilea y Florencia (1431-1445), así como su final en la corte de Mehmed II. Aunque publicada póstumamente, es previa a la anterior.

## Obras

### Novelas
- Jumalaa paossa (1925)
- La gran ilusión (Suuri illusioni) (1928)
- Appelsiininsiemen (1931)
- Keisarin tekohampaat (1931, con Armas J. Pulla, AKA Leo Rainio)
- Punainen Madonna (1932, AKA Leo Rainio)
- Älkää ampuko pianistia! (1932, AKA Leo Rainio)

- Trilogía Helsinki:
  1. Mies ja haave (1933)
  2. Sielu ja liekki (1934)
  3. Palava nuoruus (1935)
  4. De padres a hijos (Isästä poikaan) (1942). Reimpresión abreviada de la trilogía. Novela histórica. Barcelona, Plaza y janés, 1963

- La ciudad triste y alegre (Surun ja ilon kaupunki) (1936)

- Serie Un forastero llegó la granja:
  1. Un forastero llegó la granja (Vieras mies tuli taloon) (1937). Barcelona, Plaza y Janés, 1977
  2. Jälkinäytös (1938)

- Ihmeellinen Joosef eli elämä on seikkailua (1938, AKA M. Ritvala)

- Serie Komisario Palmu:
  1. ¿Quién mató a la señora Skrof? (Kuka murhasi rouva Skrofin?) (1939). México, Nova-Mex, 1958
  2. Juego peligroso (Komisario Palmun erehdys) (1940). México, Helios, 1955
  3. Tähdet kertovat, komisario Palmu! (1962)

- Antero el derrotado, AKA ¡No, nunca sucumbiremos!, AKA El héroe (Antero ei enää palaa) (1940). Novela corta. Buenos Aires, Ediciones del Puente, 1954. México, Latino Americana, 1954
- Vacaciones en Carnac (Fine van Brooklyn) (1941). Novela corta. Barcelona, Plaza y Janés, 1960
- Kaarina Maununtytär (1942)
- El día de mañana nunca llegará (Ei koskaan huomispäivää!, AKA Kevät uuden maailmansodan varjossa) (1942). Novela corta. Barcelona, Plaza y Janés, 1967
- Rakkaus vainoaikaan (1943)
- La reina del baile imperial (Tanssi yli hautojen) (1944). Barcelona, Plaza y Janés, 1962
- Una muchacha llamada Osmi (Jokin ihmisessä) (1944). Novela corta. Barcelona, Plaza y Janés, 1960
- Estas cosas no suceden, AKA Estas cosas jamás suceden (Sellaista ei tapahdu, AKA Unohduksen pyörre) (1944). Novela corta
- Sinuhé, el egipcio (Sinuhe egyptiläinen) (1945). Novela histórica. Barcelona, Plaza y Janés, 1964
- Cabellos de oro (Kultakutri) (1948). Novela corta

- Serie Mikael Karvajalka:
  1. El aventurero, AKA El Aventurero Mikael Karvajalka, AKA Vida de Mikael Karvajalka el aventurero, AKA Las aventuras de Michael Karvajalka (Mikael Karvajalka) (1948). Novela histórica. México, Cumbre, 1952
  2. Aventuras en oriente de Mikael Karvajalka, AKA El vagabundo, AKA Michael, el renegado (Mikael Hakim) (1949). Novela histórica. México, Cumbre, 1952

- El último crepúsculo (Neljä päivänlaskua) (1949). Barcelona, Plaza Y janés, 1967

- Serie El ángel sombrío:
  1. El ángel sombrío, AKA El sitio de Constantinopla, AKA El sitio de Constantinopla: La caída del Imperio bizantino (Johannes Angelos) (1952). Novela histórica. Barcelona, Plaza y Janés, 1975
  2. Juan el peregrino (Nuori Johannes) (1981). Publicada póstumamente. Precuela. Novela histórica. Barcelona, Mondadori, 1999

- El etrusco (Turms, kuolematon) (1955). Novela histórica. Buenos Aires, Ediciones Selectas, 1964
- Feliks onnellinen (1958)

- Serie Manilianus:
  1. Marco el romano (Valtakunnan salaisuus) (1959). Novela histórica. Barcelona, Plaza y Janés, 1962
  2. S. P. Q. R. El senador de Roma (Ihmiskunnan viholliset) (1964). Novela histórica. Barcelona, EDHASA, 2003

### Cuentos
- Kuolleen silmät. Kertomuksia tuntemattoman ovilta (1926, AKA Kristian Korppi)
- Dshinnistanin prinssi (1929)
- Kiinalainen kissa ja muita satuja (1932)
- Novelleja, AKA Nainen tuli pimeästä ja muita novelleja (1943)
- Paisaje lunar (Kuun maisema) (1953). Barcelona, Plaza y Janés, 1967
- Koiranheisipuu ja neljä muuta pienoisromaania (1961)
- Pienoisromaanit (1966)
- Lukittu laatikko ja muita kertomuksia (1978)
- Joulutarinoita (1986)
- Viisi ässää ja muita kertomuksia (1999)

### Relatos
- Satu kuninkaasta jolla ei ollut sydäntä (1945)

### Cómics y novelas gráficas
- Kieku ja Kaiku (1979)

### Poemas
- Lauluja saatanalle (1926, AKA Untamo Raakki). No publicado
- Sinun ristisi juureen (1927)
- Valtatiet (1928, con Olavi Lauri)
- Muukalaislegioona (1929)
- Sotatalvi (1940, con Yrjö Jylhä, Arvi Kivimaa, Viljo Kajava, Ragnar Ekelund, Lauri Viljanen, Otto Varhia)
- Runoja 1925-1945 (1945)
- 22.30 – Pikajuna Viipuriin (1966)
- Pöytälaatikko (1967)
- Mikan runoja ja muistiinpanoja 1925-1978 (1979)

### Obras de teatro
- Tieteellinen teoria (1928)
- Jättiläiset ovat kuolleet (1930)
- Elämämme parhaat vuodet (1934)
- Yö yli Euroopan (1937)
- Akhnaton, auringosta syntynyt (1937)
- Una generación malcriada (Kuriton sukupolvi) (1937). Madrid, Asociación de Directores de Escena de España, 2003
- Mies rakasti vaimoaan (1937)
- Toimittaja rakastaa (1937)
- Hämeenlinnan kaunotar (1939)
- Sotilaan paluu (1940)
- Maa on ikuinen (1941)
- Tulevaisuuden tiellä (1941)
- Hankala kosinta (1942)
- Yövieras (1943)
- Paracelsus Baselissa (1943)
- ¡Gabriel, regresa! (Gabriel, tule takaisin) (1945). Madrid, Asociación de Directores de Escena de España, 2003
- Rakas lurjus (1946)
- Elämän rikkaus (1947)
- Noita palaa elämään (1947)
- Omena putoaa (1947)
- Portti pimeään (1947)
- Huhtikuu tulee (1948)
- Kutsumaton (vieras) (1948)
- Myöhästynyt hääyö (1948)
- Viimeiset ihmiset (1950)
- Pimeä komero (1951)
- Miljoonavaillinki (1959)
- Isänmaan parhaat (1961)
- Keisari ja senaattori (1961)

### No ficción
- Siellä missä miehiä tehdään (1931). Descripción del Ejército finlandés
- Aiotko kirjailijaksi (1935)
- Neuvostovakoilun varjossa (1943)
- Lähdin Istanbuliin (1948). Viajes
- Vallaton Waltari (1957). Artículos
- Ihmisen ääni (1978)
- Yksinäisen miehen juna (1978). Viajes
- Kirjailijan muistelmia (1980). Memorias
- Mika Waltarin mietteitä (1982)
- Matkakertomuksia (1989). Viajes